# 红色政权保卫军
红色政权保卫军，简称红保军或长保军，1966年8月17日其“长沙总部”正式成立，后来又成立了“高校总指挥部”、“工人总部”。1967年1月15日，《红旗》杂志社论《无产阶级革命派联合起来》指责“红色政权保卫军”是党内走资派组织的“御用团体”。此文一出，红保军顷刻瓦解。1967年1月22日，周恩来在接见外地来京的群众大会上的讲话中说：“‘中国工农红旗军、战备军’、北京‘联动’、西安的‘红色恐怖队’、湖南的‘红色政权保卫军’”等，“都是打着红旗反红旗的反动组织！”